# René Antoine Ferchault de Réaumur
 René Antoine Ferchault de Réaumur  (La Rochelle, França, 28 de febrer de 1683 - Saint-Julien-du-Terroux, 17 d'octubre de 1757), va ser un físic francès d'interès en amplis camps de la ciència, com la metal·lúrgia, la temperatura, la porcellana, contribuint sobretot a l'entomologia.

## Biografia
Réaumur va néixer i es va educar a La Rochelle. Va ensenyar filosofia a la Universitat Jesuïta de Poitiers, i el 1699 va anar a Bourges a estudiar Dret civil i Matemàtiques sota la cura d'un oncle a La Sainte Chapelle. El 1703 va anar a París, on va continuar els estudis de matemàtiques i física, i el 1708, a l'edat de vint anys, fou admès com a membre de l'Acadèmia Francesa de Ciències. Durant mig segle només hi va haver un any en què les Memòries de l'Acadèmia no incloguessin un treball de Réaumur.
Al principi s'interessà pels estudis matemàtics, sobretot la geometria. El 1710 li van encarregar un projecte governamental més ambiciós (la descripció oficial de les arts útils, indústries i oficis a França), què produïa el nou establiment de fabricacions de França i la revifalla d'indústries abandonades. Pels descobriments amb materials de ferro i acer se li va atorgar una pensió de 12.000 lliures però, satisfet amb els seus ingressos privats, va demanar que aquests diners fossin destinats a l'Acadèmia de Ciències, per a dedicar-lo a experiments en la millora dels processos industrials. El 1731 es va interessar per la meteorologia, i va inventar a 1730 el termòmetre d'alcohol amb graduació directa, segons una escala dividida en 80 parts. El 1735, per raons familiars, va acceptar el lloc de comandant i intendent de l'orde reial i militar de Saint Louis; complí els seus deures amb atenció escrupolosa, però es va negar a percebre cap remuneració. Va emprendre amb gran delit l'estudi sistemàtic de la Història natural, i els seus amics l'anomenaren sovint El Plini del segle XVIII.
Durant la seva jubilació va viure a les seves residències rurals, fins i tot La Bermondière (Maine i Loira), on un fort cop en caure del cavall li va causar la mort. Va llegar els seus manuscrits (que omplien 138 carpetes) i les col·leccions d'història natural a l'Acadèmia de Ciències.
Els papers científics de Réaumur tracten de la majoria de les branques de ciència, el primer, el 1708, era un problema general a la geometria, l'últim, el 1756, sobre la forma dels nius d'ocells. Va demostrar experimentalment que la força d'una corda és més que la suma de les forces dels seus fils separats. Examinà i informà sobre l'aurífer (or-productiu) dels rius, les mines de turqueses, els boscos i els llits fòssils de França. Va inventar el mètode d'estanyar ferro que encara s'utilitza, i va investigar les diferències entre ferro i acer, demostrant correctament que la quantitat de carboni (el sofre en l'idioma de la química antiga) és més gran en el ferro del llançament, menor en l'acer, i encara menys en el ferro forjat. El seu llibre en aquest tema (1722) es va traduir a l'anglès i alemany.
Réaumur va escriure molt sobre la Història natural. Sent molt jove va descriure el sistema locomotor dels Echinodermata, i va mostrar que l'error comú supòsit de crustaci és que reemplacen els seus membres perduts era realment veritat. El 1710 va escriure un treball sobre les aranyes que s'utilitzaven per produir seda en l'època de l'emperador xinès Kang He.
Va estudiar botànica i matèries agrícoles, i va inventar processos per a conservar ocells i ous. Elaborà un sistema d'incubació artificial i va fer observacions importants sobre la digestió de carnívors i ocells granívors.
El seu treball més conegut són les  Mémoires pour servir a l'histoire des Insectes , 6 vols., amb 267 làmines (Amsterdam, 1734-1742). Descriu l'aparença, hàbits i situació de tots els insectes coneguts excepte els escarabats, i és una meravella de pacient observació amb gran exactitud. Entre altres fets importants exposats en aquest treball figuren els experiments que li van permetre demostrar la validesa de la hipòtesi Peyssonel, que els corals són animals i no plantes.

## Obres
- L'art de convertir el va fer forge en acier et l'art d'adoucir li fer fondu, ou de faire des ouvrages de fer fondu aussi finis que li fer forge . P., Brunet, 1722
- Fabrique des ancres , 1723 en línia[Enllaç no actiu]
- Mémoires pour servir à l'histoire des insectes . Imprimerie Royale, 1734 - 1742. Tomo I:  xenilles et Papillons ; Tomo II:  Suite et histoire des Insectes ennemis des xenilles ; Tomo III:  Histoire des Vers Mineurs des feuilles, des Teigner, des fausse Teigner, des Pucerons, des ennemis des Pucerons, des faux Pucerons et l'histoire des Galles des plantes et de leurs insectes ; Tomo IV:  Histoire des Gallinsectes, des Progallinsectes et des Mouches à deux ailes ; Tomo V:  Suite et histoire de plusieurs Mouches à quatre ailes, savoir des Mouches à Scies, des Cigales et des Abeilles ; Tomo VI:  Suite avec supplément des Mouches à deux ailes ; Volum VII:  Histoire des fourmis, Histoire des Scarab  strasbg.fr: 8080/view/authors/R = E9aumur, _Ren = E9_Antoine_Ferchault.html Text en línia Arxivat 2017-02-20 a Wayback Machine.
- Moyens d'empêché l'evaporation des liqueurs spiritueuses, dans lesquelles on veut conserver des productions de la Nature de differens genres . Acad. des sciences, 1746.
- Art de faire éclore et d'elevar en toute saison des Oiseaux Domèstiques de toutes espèces, soit par le moyen de la chaleur du fumi, soit par le moyen de celle du feu ordinaire . Paris, de l'Imprimerie Royale, 1e éd. : 1749, 2e éd. : 1751. 2 volumes.
- Pratique de l'art de faire éclore et d'elevar en toute saison des oiseaux domestiques de toutes espèces, soit par le moyen de la chaleur du fumi, soit par le moyen de celle du feu ordinaire . 1751.
- Lettres a un Ameriquain sur l'histoire naturelle, generale et particulière de monsieur de Buffon. [et:] Suite des Lettres a un Ameriquain, sud […] l'histoire naturelle de M. de Buffon; et sur le Traité des animaux de M. l'Abbé de Condillac . Hamburg. 1751-1756. 9 parties en 4 volumes
- Art de l'Epinglier. Avec des additions de M. Duhamel du Monceau, & des remarques Extrait des Mémoires de M. Perronet, Inspecteur général des Ponts & Chaussées . Paris, Saillant et Nyon, 1761
- Morceaux Choisis . Gallimard, 1939.
- Lettres inèdites de Réaumur , 1886
- Morceaux Choisis , Gallimard, 1939